# Керол Ванесс
Керол Ванесс (нар. 27 липня 1952, Сан-Дієго, США) — американська оперна співачка (сопрано). 

## Біографія
Керол Ванесс народилася 27 липня 1952 року у Сан-Дієго. Закінчила California State University, Northridge (1976). Керол виступає на найпрестижніших оперних сценах.